# Seznam francoskih humoristov
Seznam francoskih humoristov.

## B
- Alka Balbir ?
- Francis Blanche (komik)
- Malik Bentalha
- André Bourvil (komik)

## C
- Coluche (Michel Gérard Joseph Colucci)
- Georges Courteline (Moineaux)

## D
- Pierre Dac (André Isaac; André Pierre-Dac)
- Pierre Desproges

## F
- Fernandel (Fernand-Joseph-Désiré Contadin) (komik)
- Louis de Funes (komik)

## M
- Alex Métayer
- Jules-Édouard Moustic (komik)

## R
- Anne Roumanoff (komičarka)

## S
- Henri Salvador ?
- Omar Sy ?

## T
- Jacques Tati (Taticheff; komik rus. rodu)
- Katia Tchenko (Catherine Kraftschenko) (rus. rodu)
- Fred Testot (Frédéric Giacomo Testo)